# Comanca (okręg Aluta)
Comanca – wieś w Rumunii, w okręgu Aluta, w gminie Deveselu. W 2011 roku liczyła 1224 mieszkańców.